# بن درة (تشنار)
بن درة (بالفارسية: بن‌دره) هي قرية تقع في إيران في قسم تشنار الريفي. يقدر عدد سكانها بـ 33 نسمة .